# Wargnies
Wargnies là một xã ở tỉnh Somme, vùng Hauts-de-France, Pháp.
Thị trấn này có cự ly khoảng 10 dặm Anh (16 km) về phía bắc của Amiens, trên đường D60.

## Dân số
| 1962                                                  | 1968 | 1975 | 1982 | 1990 | 1999 |
| ----------------------------------------------------- | ---- | ---- | ---- | ---- | ---- |
| 54                                                    | 56   | 61   | 73   | 84   | 88   |
| Số liệu dân số từ năm 1962, dân số không tính hai lần |      |      |      |      |      |